# Kaiserstuhl (Rothenburg ob der Tauber)
Kaiserstuhl ([kaɪzɐʃtuːl] ) ist ein Gemeindeteil der Großen Kreisstadt Rothenburg ob der Tauber im Landkreis Ansbach (Mittelfranken, Bayern). Kaiserstuhl liegt in der Gemarkung Rothenburg ob der Tauber.

## Geografie
Die ehemalige Einöde Kaiserstuhl ist heute Haus-Nr. 90 des Taubertalweges. Sie liegt unterhalb von Rothenburg im dort tief eingeschnittenen Taubertal am Mühlbach, einem linken Zufluss der Tauber. 200 Meter weiter westlich steht hoch über dem Tal an dessen Hangkante das Bismarckdenkmal. Der Taubertalweg führt zur Hansrödermühle (0,1 km südlich) bzw. zur Fuchsmühle (0,15 km nordöstlich).

## Geschichte
Die Bezeichnungen Kaiserstuhl und Rosental sind historisch belegt. Dort ließ sich neben der Fuchsmühle 1388 der Rothenburger Bürgermeister Heinrich Toppler 1388 ein Turmhaus erbauen, das von Wassergräben geschützt war und einer mittelalterlichen Turmhügelburg (Motte) ähnelt. Einen besonderen Wert als Wehranlage hatte das Schlösschen nicht, es war eher eine Art Statussymbol, um das man den später gestürzten und auf unbekannte Art und Weise ums Leben gekommenen Bürgermeister vermutlich beneidete. Zahlreiche alte wie neue Legenden und (meist drittklassige) historische Romane verwenden den Ort als Schauplatz. Dort habe Toppler mit König Wenzel um die Stadt gewürfelt, von dort aus habe ein geheimer unterirdischer Gang hinauf in die Stadt geführt. Der Bau besteht aus einem massiven hohen Untergeschoss aus Bruchsteinen mit kleinen Schießscharten, auf dem ein stark vorkragendes zweistöckiges verputztes Fachwerkobergeschoss mit relativ kleinen Fensteröffnungen ruht. Darauf sitzt ein Zeltdach. Über der Eingangstür befindet sich eine originale Bauinschrift von 1388. Ein ähnliches, etwas größeres Turmhaus befindet sich gut erhalten in Detwang.
1801 gab es im Ort vier Haushalte, die alle der Reichsstadt Rothenburg untertan waren. Mit dem Gemeindeedikt (frühes 19. Jahrhundert) wurde der Ort dem Steuerdistrikt und der Munizipalgemeinde Rothenburg ob der Tauber zugeordnet.

### Einwohnerentwicklung
| Jahr      | 001840 | 001871 | 001885 | 001900 | 001925 | 001950 | 001961 | 001970 | 001987 |
| Einwohner | 17     | 24     | 24     | 24     | 21     | 24     | 2      | *      | *      |
| Häuser    | 4      |        | 4      | 6      | 4      | 4      | 1      |        | *      |
| Quelle    | [ 8 ]  | [ 9 ]  | [ 10 ] | [ 11 ] | [ 12 ] | [ 13 ] | [ 14 ] | [ 15 ] | [ 16 ] |

## Religion
Der Ort ist seit der Reformation evangelisch-lutherisch geprägt und bis heute nach St. Jakob (Rothenburg ob der Tauber) gepfarrt. Die Einwohner römisch-katholischer Konfession sind nach St. Johannis (Rothenburg ob der Tauber) gepfarrt.